# Gonzalo Klusener
Gonzalo Martín Klusener (Santa Rita, Misiones, Argentina, 21 de octubre de 1983) es un futbolista argentino que juega como delantero en Arsenal de Sarandí, en la Primera Nacional.

## Trayectoria

### Estudiantes
Realizó su formación futbolística en las divisiones inferiores del Club Estudiantes de La Plata, debutó como profesional en el año 2003.

### Unión de Mar del Plata
Con este club jugó la temporada 2010/11 del Torneo Argentino A, donde fue el goleador del campeonato a pesar de no ascender, con 21 goles.

### Brown de Madryn
Su buen desempeño en la última temporada le valió para ser contratado por el club chubutense, donde jugó la temporada 2011/12 de la Primera B Nacional, donde descendió a pesar de haber ascendido para esa temporada, pero fue el goleador del equipo.

### Talleres
Luego se sumó a Talleres de la ciudad de Córdoba el 20 de julio de 2012, donde fue el máximo goleador del equipo campeón del Torneo Argentino A 2012/13. Sus 25 goles convertidos en esa temporada son la mayor cantidad anotada por un jugador de Talleres en una temporada de AFA. Además, es el sexto goleador histórico del club en torneos de la AFA. Fue el máximo goleador del equipo la temporada siguiente, quedando también como segundo de la temporada únicamente por detrás de Juan Martín Lucero.

### Quilmes
El jugador llegó a Quilmes después de haber regresado a la Tercera división con Talleres a mediados del año 2014.  Solo disputó 19 partidos y convirtió 4 goles.

### Olimpo
Después de haber jugado en el Cervecero pasó al conjunto de Bahía Blanca, donde no tuvo muchas oportunidades. Al final de la temporada 2015 rescindió su contrato con el club Bahiense.

### Regreso a Talleres
Gonzalo volvió a vestir la camiseta de la "T" tras dos años y generó un gran impacto en el ambiente del fútbol. El hashtag se posicionó tercero en Twitter a nivel nacional y sacudió a todos los medios de comunicación.
En el torneo convirtió 6 goles y se consagró campeón invicto de la B Nacional con Talleres y se metió para siempre en la historia de la institución cordobesa. Su primer gol convertido en el club tras su regreso fue frente a Instituto y le dio el empate a Talleres sobre el final del partido.
Con el equipo ya en Primera División continua en el plantel para la temporada 2016/17, al no tener ya mucha participación el club decide no renovar su contrato al final de la temporada, con esto concluye su segundo paso por el "Matador" de Barrio Jardin. Su último gol en Talleres fue su tanto número 50 convertido en un partido frente a Defensores de Belgrano por la Copa Argentina en el año 2017. Talleres despidió a Gonzalo con un video muy emotivo a través de sus redes sociales y por medio su canal oficial en YouTube (Ver Video).

## Estadísticas

### Clubes
Actualizado hasta su último partido disputado el 22 de febrero de 2025.
| Club                              | Div.          | Temporada     | Liga  | Liga  | Copas nacionales | Copas nacionales | Torneos internacionales | Torneos internacionales | Total | Total | Media goleadora |
| Club                              | Div.          | Temporada     | Part. | Goles | Part.            | Goles            | Part.                   | Goles                   | Part. | Goles | Media goleadora |
| --------------------------------- | ------------- | ------------- | ----- | ----- | ---------------- | ---------------- | ----------------------- | ----------------------- | ----- | ----- | --------------- |
| Estudiantes de La Plata Argentina | 1.ª           | 2003-04       | 5     | 3     | —                | —                | —                       | —                       | 5     | 3     | 0.60            |
| Estudiantes de La Plata Argentina | 1.ª           | 2005-06       | 3     | 1     | —                | —                | —                       | —                       | 3     | 1     | 0.33            |
| Estudiantes de La Plata Argentina | Total club    | Total club    | 8     | 4     | 0                | 0                | 0                       | 0                       | 8     | 4     | 0.50            |
| Defensa y Justicia Argentina      | 2.ª           | 2004-05       | 9     | 5     | —                | —                | —                       | —                       | 9     | 5     | 0.55            |
| Defensa y Justicia Argentina      | 2.ª           | 2006-07       | 15    | 3     | —                | —                | —                       | —                       | 15    | 3     | 0.20            |
| Defensa y Justicia Argentina      | Total club    | Total club    | 24    | 8     | 0                | 0                | 0                       | 0                       | 24    | 8     | 0.33            |
| Deportes Antofagasta · Chile      | 1.ª           | 2006          | 29    | 4     | —                | —                | —                       | —                       | 29    | 4     | 0.13            |
| Deportes Antofagasta · Chile      | Total club    | Total club    | 29    | 4     | 0                | 0                | 0                       | 0                       | 29    | 4     | 0.13            |
| C. S. Ben Hur Argentina           | 2.ª           | 2007-08       | 36    | 6     | —                | —                | —                       | —                       | 36    | 6     | 0.17            |
| C. S. Ben Hur Argentina           | Total club    | Total club    | 36    | 6     | 0                | 0                | 0                       | 0                       | 36    | 6     | 0.17            |
| Club Almagro Argentina            | 2.ª           | 2008-09       | 29    | 5     | —                | —                | —                       | —                       | 29    | 5     | 0.17            |
| Club Almagro Argentina            | Total club    | Total club    | 29    | 5     | 0                | 0                | 0                       | 0                       | 29    | 5     | 0.17            |
| Thrasyvoulos Fylis · Grecia       | 2.ª           | 2009-10       | 27    | 2     | 2                | 0                | —                       | —                       | 29    | 2     | 0.07            |
| Thrasyvoulos Fylis · Grecia       | Total club    | Total club    | 27    | 2     | 2                | 0                | 0                       | 0                       | 29    | 2     | 0.07            |
| C. A. Unión (MdP) Argentina       | 3.ª           | 2010-11       | 42    | 21    | —                | —                | —                       | —                       | 42    | 21    | 0.50            |
| C. A. Unión (MdP) Argentina       | Total club    | Total club    | 42    | 21    | 0                | 0                | 0                       | 0                       | 42    | 21    | 0.50            |
| Guillermo Brown (PM) Argentina    | 2.ª           | 2011-12       | 26    | 10    | 1                | 0                | —                       | —                       | 27    | 10    | 0.37            |
| Guillermo Brown (PM) Argentina    | Total club    | Total club    | 26    | 10    | 1                | 0                | 0                       | 0                       | 27    | 10    | 0.37            |
| Talleres de Córdoba Argentina     | 3.ª           | 2012-13       | 28    | 25    | 4                | 0                | —                       | —                       | 32    | 25    | 0.78            |
| Talleres de Córdoba Argentina     | 2.ª           | 2013-14       | 37    | 18    | —                | —                | —                       | —                       | 37    | 18    | 0.49            |
| Talleres de Córdoba Argentina     | 2.ª           | 2016          | 15    | 6     | 3                | 0                | —                       | —                       | 18    | 6     | 0.33            |
| Talleres de Córdoba Argentina     | 1.ª           | 2016-17       | 10    | 0     | 1                | 1                | —                       | —                       | 11    | 1     | 0.09            |
| Talleres de Córdoba Argentina     | Total club    | Total club    | 90    | 49    | 8                | 1                | 0                       | 0                       | 98    | 50    | 0.51            |
| Quilmes A. C. Argentina           | 1.ª           | 2014          | 19    | 4     | —                | —                | —                       | —                       | 19    | 4     | 0.21            |
| Quilmes A. C. Argentina           | Total club    | Total club    | 19    | 4     | 0                | 0                | 0                       | 0                       | 19    | 4     | 0.21            |
| Club Olimpo Argentina             | 1.ª           | 2015          | 19    | 1     | 1                | 0                | —                       | —                       | 20    | 1     | 0.05            |
| Club Olimpo Argentina             | Total club    | Total club    | 19    | 1     | 1                | 0                | 0                       | 0                       | 20    | 1     | 0.05            |
| Atlético de Rafaela Argentina     | 2.ª           | 2017-18       | 21    | 6     | 1                | 1                | —                       | —                       | 22    | 6     | 0.27            |
| Atlético de Rafaela Argentina     | Total club    | Total club    | 21    | 6     | 1                | 1                | 0                       | 0                       | 22    | 6     | 0.27            |
| Agropecuario Argentina            | 2.ª           | 2018-19       | 15    | 1     | 2                | 1                | —                       | —                       | 17    | 2     | 0.11            |
| Agropecuario Argentina            | Total club    | Total club    | 15    | 1     | 2                | 1                | 0                       | 0                       | 17    | 2     | 0.11            |
| Independiente Rivadavia Argentina | 2.ª           | 2019-20       | 13    | 5     | —                | —                | —                       | —                       | 13    | 5     | 0.38            |
| Independiente Rivadavia Argentina | Total club    | Total club    | 13    | 5     | 0                | 0                | 0                       | 0                       | 13    | 5     | 0.38            |
| F. C. Motagua Honduras            | 1.ª           | 2019-20       | 11    | 4     | —                | —                | 2                       | 0                       | 13    | 4     | 0.30            |
| F. C. Motagua Honduras            | 1.ª           | 2020-21       | 35    | 12    | —                | —                | 3                       | 0                       | 38    | 12    | 0.31            |
| F. C. Motagua Honduras            | 1.ª           | 2021-22       | 18    | 4     | —                | —                | 8                       | 1                       | 26    | 5     | 0.25            |
| F. C. Motagua Honduras            | Total club    | Total club    | 64    | 20    | 0                | 0                | 13                      | 1                       | 77    | 21    | 0.27            |
| C. A. Atlanta Argentina           | 2.ª           | 2022          | 32    | 6     | —                | —                | —                       | —                       | 32    | 6     | 0.19            |
| C. A. Atlanta Argentina           | Total club    | Total club    | 32    | 6     | 0                | 0                | 0                       | 0                       | 32    | 6     | 0.19            |
| Deportivo Maipú Argentina         | 2.ª           | 2023          | 36    | 6     | —                | —                | —                       | —                       | 36    | 6     | 0.17            |
| Deportivo Maipú Argentina         | Total club    | Total club    | 36    | 6     | 0                | 0                | 0                       | 0                       | 36    | 6     | 0.17            |
| San Martín (T) Argentina          | 2.ª           | 2024          | 30    | 3     | 1                | 1                | —                       | —                       | 31    | 4     | 0.13            |
| San Martín (T) Argentina          | Total club    | Total club    | 30    | 3     | 1                | 1                | 0                       | 0                       | 31    | 4     | 0.13            |
| Arsenal de Sarandí Argentina      | 2.ª           | 2025          | 3     | 1     | —                | —                | —                       | —                       | 3     | 1     | 0.33            |
| Arsenal de Sarandí Argentina      | Total club    | Total club    | 3     | 1     | 0                | 0                | 0                       | 0                       | 3     | 1     | 0.33            |
| Total carrera                     | Total carrera | Total carrera | 563   | 162   | 16               | 4                | 13                      | 1                       | 592   | 167   | 0.28            |
| 1. 2. 3.                          |               |               |       |       |                  |                  |                         |                         |       |       |                 |

## Palmarés

### Campeonatos nacionales
| Títulos            | Club                | País      | Año     |
| ------------------ | ------------------- | --------- | ------- |
| Torneo Argentino A | Guillermo Brown     | Argentina | 2010-11 |
| Torneo Argentino A | Talleres de Córdoba | Argentina | 2012-13 |
| Primera B Nacional | Talleres de Córdoba | Argentina | 2016    |

### Distinciones individuales
| Distinción                      | Año     |
| ------------------------------- | ------- |
| Goleador del Torneo Argentino A | 2010-11 |
| Goleador del Torneo Argentino A | 2012-13 |